# Dog argentí
El dog argentí és una raça canina de tipus molosoide creada a mitjans del 1910 pel metge argentí Antonio Nores Martínez, buscant un animal adequat per a la caça major d'espècies habituals a l'Argentina, tals com senglars, pècaris i guineus. Coratge, valentia i noblesa són qualitats que es potencien al màxim en aquesta raça.

## Història
Aquesta raça és originària de l'Argentina. A mitjan dècada de 1920 els germans Antonio i Agustín Nores Martínez començaren els encreuaments per aconseguir un gos caçador de gran tremp però no agressiu. Com a gos base van usar el gos de baralla cordovès. El 1964 va ser acceptat com a raça oficialment per la Federación Canina Argentina i el 1973 per la Federació Cinològica Internacional.
Hi van afegir el pòinter per obtenir l'olfacte. El bòxer per suavitzar una mica el temperament. El gran danès a la recerca de l'altura i el bulldog per a l'estructura doble. El bull terrier per fonamentar el valor. El woolhound irlandès va accentuar l'altura i els instints de caçador. El gos de muntanya dels Pirineus va aportar la grandària i el color blanc. Acabant amb el mastí espanyol, que li va assegurar el seu lloc entre els gossos grans.
Una vegada que la raça ja va ser establerta se la va sotmetre a diverses proves i ocupacions. Malgrat ser una raça de cacera i no de treball va rendir molt bé en curses de trineus i, amb la seva grandària i llinatge, per descomptat, també com a guardià.

## Característiques

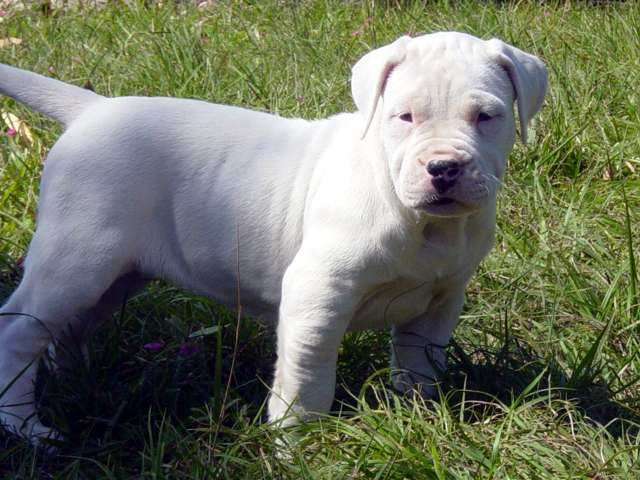
Cadell de dog argentí

L'estàndard de la raça mostra els següents trets:
PèlEl pèl és curt, espès, suau i llustrós.
Color de pèlBlanc.
UllsCastanys i blau clar
MusellAmple i massiu. Molta força en les mandíbules.
NasPredominantment negre en els adults. Neixen amb el nas sense pigmentació. Segons es van desenvolupant va adquirint el color negre.
OrellesLa base de les orelles comença a l'altura de la part superior del cap. S'estila tallar-les i també deixar-les naturals. El tall usual és ben curt, llavors les porta alçades. Quan es deixen naturals les porta caigudes i arriben fins a la meitat del cap.
AlturaA la creu o les espatlles: L'altura dels mascles és de 62 o 62.5 cm a 67.5 o 68 cm. La de les femelles és de 60 cm a 65 cm.
PesEl pes és de 40 a 45 kg.

## Temperament i caràcter

### Caràcter
Com tot gos de treball, és molt fidel al seu amo. A casa sol comportar-se bé i gairebé mai borda. És tranquil i equilibrat. És molt fidel i afectuós amb les persones. Sol ser agressiu cap als seus congèneres si no és ensinistrat correctament des d'una edat primerenca. Té molta força.

### Educació
Com tota raça de gran port, necessita una educació constant i ferma però sense violència innecessària. És important ensenyar-li a no atacar altres gossos i altres animals domèstics amb els quals ha de ser capaç de conviure en harmonia. És un gos que per la seva funció té l'instint molt despert.

## Salut i cures
Per la seva pell no ha de romandre molt temps exposat al sol. Per a un manteniment perfecte del seu pelatge és necessari un raspallat amb un guant de crinera o goma que arrossegui el pèl solt. Els problemes de pell són bastant freqüents, particularment una malaltia anomenada dermodèxia, que sol donar-se principalment en els exemplars joves inmunosuprimits. Necessita fer exercici i espai per estar ben còmode. No és estrany trobar exemplars amb sordesa. Els seus ulls han de ser cuidats, les neteges han de ser diàries per evitar qualsevol tipus d'inflamació.

## Esperança de vida
Se'l considera un gos de llarga vida. Es documenta un cas en què un de 16 anys encara era actiu en les caceres. Els mascles maduren als tres anys, les femelles als dos.